# KSV Baunatal
Maillots
Le KSV Baunatal est un club allemand de football localisé à Baunatal dans la Hesse.
Le club tire son nom actuel d’une fusion, survenue en 1964, entre le KSV Altenritte et le KSV Altenbauna. En 1970, le cercle fusionné se voit rejoint par le SV Baunatal.

## Histoire

### KSV Alteritte
Le 2 septembre 1892, est fondé le cercle de Gymnastique Turnverein Gut-Heil Altenritte. Ce club ouvre une section football en 1914.
En 1933, le TV se voit rejoint par des membres du Arbeiter TV Altenritte, un club d’une ligue ouvrière désormais interdite par les Nazis lors de leur arrivée au pouvoir. Le club prend alors le nom de VfL Altenritte.
En 1945, tous les clubs et associations allemands sont dissous par les Alliés. Le VfL Altenritte est rapidement reconstitué sous l’appellation Kultur-und Sportverein (KSV) Alteritte.

### KSV Altenbauna
Ce club est créé en 1904 sous la dénomination Deutscher Turnverein Altenbauna. En 1918, il prend le nom de Deutscher Turn- und Sportverein Altenbauna ou DTSV Altenbauna.
En 1933, le cercle change son nom en TV Gut-Heil Altenbauna.
En 1945, tous les clubs et associations allemands sont dissous par les Alliés. Le TV Gut-Heil est rapidement reconstitué sous l’appellation Kultur-und Sportverein (KSV) Altenbauna.

### SV Baunatal
Ce cercle est fondé en 1921 sous le nom d’Arbeiter Turn- und Sportverein (ATSV) Kirchbauna. Après l’arrivée au pouvoir des Nazis, ce club ouvrier est interdit.
En 1945, il est reconstitué sous l’appellation Freier SV (FSV) Kirchbauna par d’anciens membres de l’ATSV et d’un autre club, TV Gut Heil Kirchbauna. Le FSV prend brièvement le nom de SpVgg Kirchbauna en 1955, puis de SV Kirchbauna un peu plus tard la même année. En 1970, il rejoint le KSV Baunatal.

### KSV Baunatal
Le 13 avril 1964, le KSV Alteritte et le KSV Altenbauna fusionnent pour former le KSV Baunatal. Le club se développe et se voit rejoint en 1970 par le SV Baunatal.
Alors que tous les clubs précédents avaient évolué dans un relatif anonymat, le KSV fusionné connaît un certain succès. En 1970, le club accède à la plus haute ligue de Hesse. Il redescend en Landesliga mais remonte aussitôt. Il remporte le titre en 1976, et monte en 2. Bundesliga.
En 1979, le KSV Baunatal est relégué en Oberliga Hessen, une ligue instituée, un an auparavant, au 3e niveau de la pyramide du football allemand.
Le club reste au niveau 3 jusqu’en 1991, alternant de très bonnes saisons (top 4 de la série) avec des performances plus mitigées. Par la suite, le KSV réalise plusieurs navettes entre les 3e et 5e étages de la hiérarchie. Il refait ainsi une apparition en Oberliga Hessen, en vue de la saison 1994-1995, c'est-à-dire la saison où cette Ligue devient le niveau 4. KSV retourne en Verbandliga Hessen après une seule saison.
Le club revient au niveau 4 en 2000 et termine vice-champion derrière le Borussia 04 Fulda en 2001. En 2007, le KSV Baunatal obtient la 8e place du championnat, qui lui permet de rester dans cette Ligue, qui devient un niveau 5 à partir de la saison suivante.

## Palmarès
- Champion de la Hessenliga Nord : 1970, 1972, 1994, 1999.
- Champion de la Verbandsliga : 1976
- Vainqueur de la Hessen Pokal : 1982, 1983.